# Paramuricea
Paramuricea is een geslacht van hoornkoraal uit familie Plexauridae.
De soort Paramuricea clavata produceert een uiterst krachtig hallucinogeen (DMT), dat ook voorkomt bij sommige andere dieren, zoals de pad Incilius alvarius.

## Kenmerken
De kolonies kunnen een hoogte van 1 meter bereiken.

## Verspreiding en leefgebied
De hier getoonde paars/rode soort (Paramuricea clavata) groeit in dichte bossen langs de rotswanden in de Middellandse Zee waar regelmatig een sterke stroming staat.

## Soorten
- Paramuricea aequatorialis Wright & Studer, 1889
- Paramuricea atlantica (Johnson, 1862)
- Paramuricea biscaya Grasshoff, 1977
- Paramuricea candida Grasshoff, 1977
- Paramuricea chamaeleon (Koch, 1887)
- Paramuricea clavata (Risso, 1826)
- Paramuricea contorta Koch, 1886
- Paramuricea echinata Deichmann, 1936
- Paramuricea graciosa Tixier-Durivault & d'Hondt, 1974
- Paramuricea grandis Verrill, 1883
- Paramuricea grayi (Johnson, 1861)
- Paramuricea hawaiensis Nutting, 1908
- Paramuricea hirsuta (Gray, 1851)
- Paramuricea hyalina Kükenthal, 1919
- Paramuricea indica Thomson & Henderson, 1906
- Paramuricea intermedia Kölliker, 1865
- Paramuricea johnsoni (Studer, 1878)
- Paramuricea kukenthali Broch, 1913
- Paramuricea laxa Wright & Studer, 1889
- Paramuricea macrospina (Koch, 1882)
- Paramuricea multispina Deichmann, 1936
- Paramuricea placomus (Linnaeus, 1758)
- Paramuricea ramosa Wright & Studer, 1889
- Paramuricea robusta Thomson & Ritchie, 1906
- Paramuricea spinosa Kölliker, 1865
- Paramuricea tenuis Verrill, 1883

## Afbeeldingen

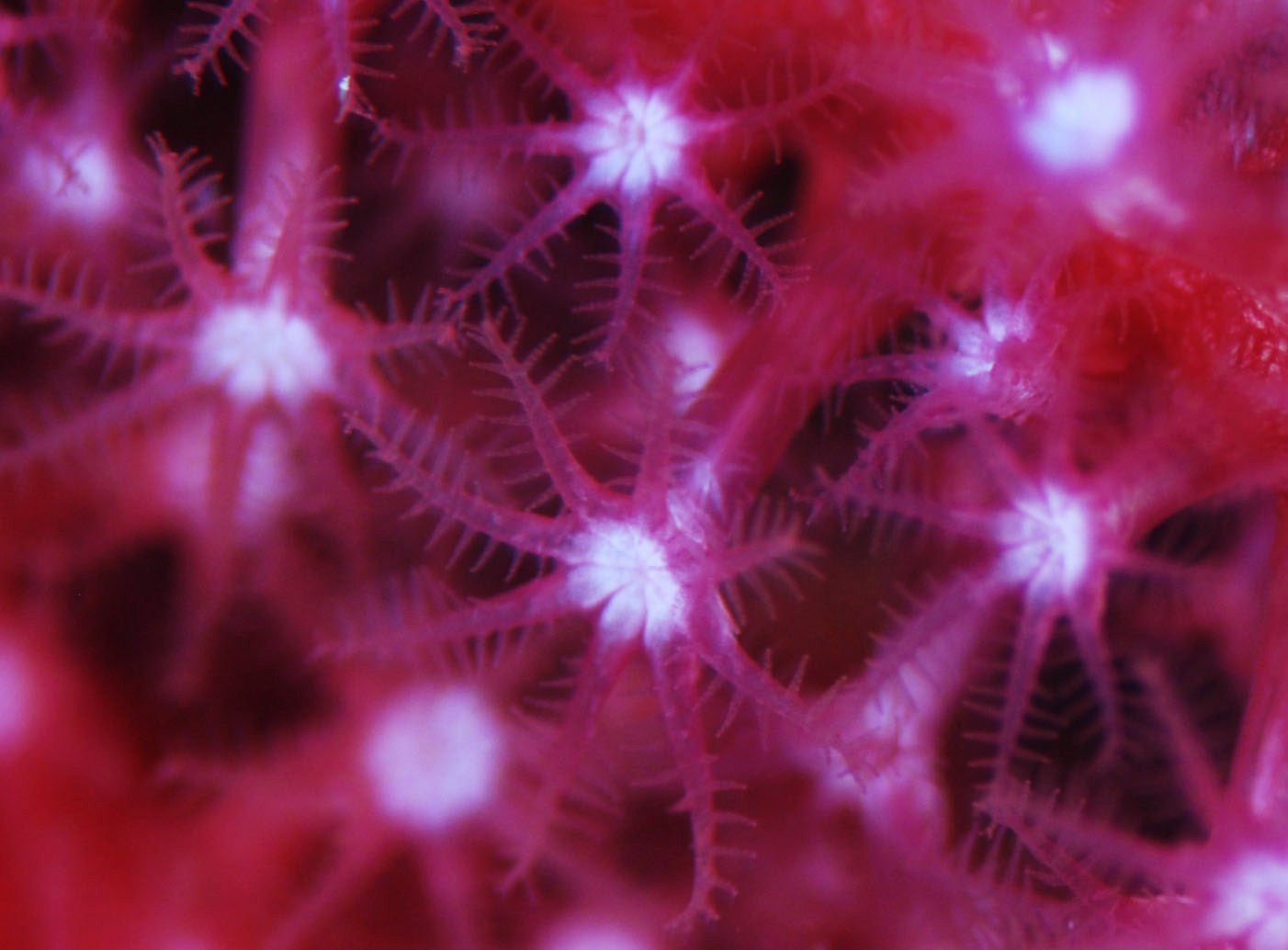
Detail van poliepen.
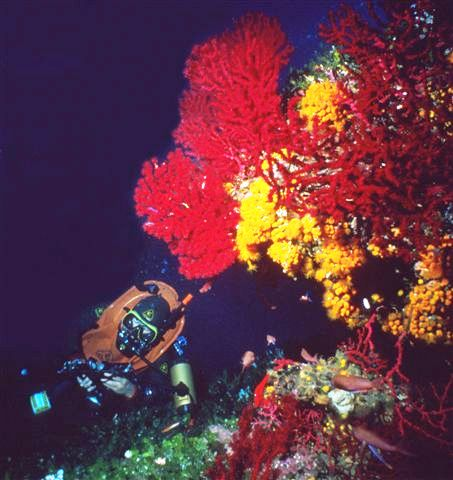
Met Astroides calycularis (gele koraal) en het vlaggenbaarsje.
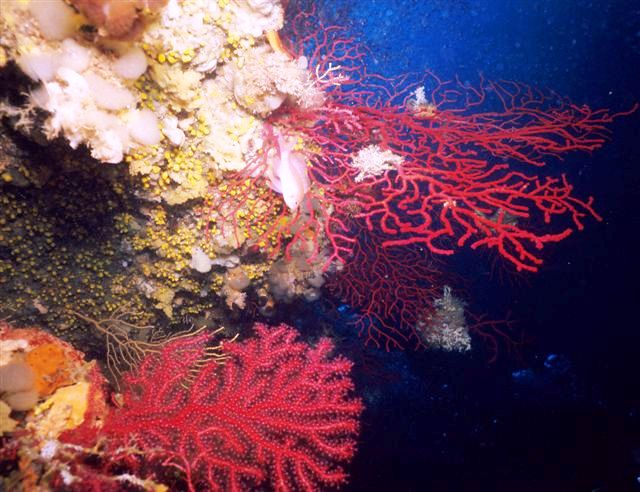
Met het gele koraal Leptopsammia pruvoti
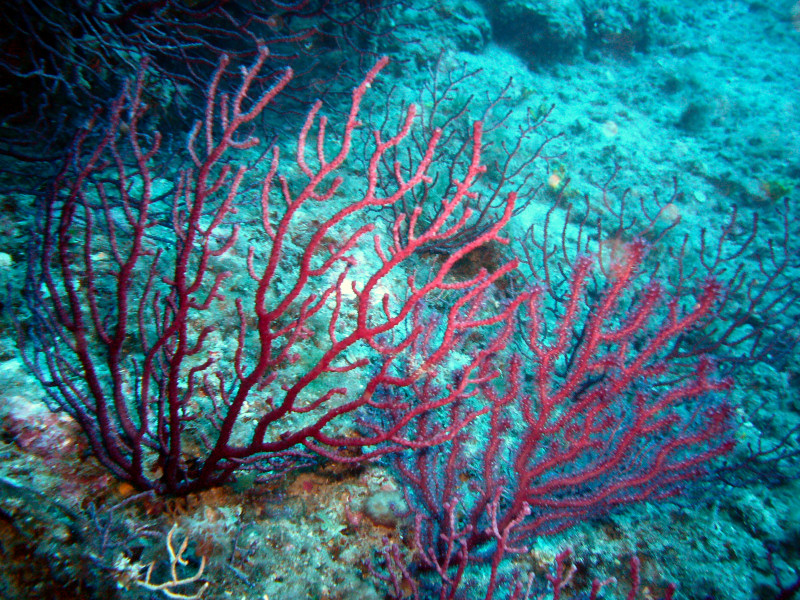
Op de bodem.